# Campionati del mondo di atletica leggera indoor 2010 - Getto del peso maschile
La competizione si è svolta in due giorni: il turno di qualificazione il 12 marzo 2010, mentre la finale il 13 marzo 2010.

## Podio
| Pos.    | Atleta             | Nazionalità | Misura  |
| ------- | ------------------ | ----------- | ------- |
| Oro     | Christian Cantwell | Stati Uniti | 21,83 m |
| Argento | Ralf Bartels       | Germania    | 21,44 m |
| Bronzo  | Dylan Armstrong    | Canada      | 21,39 m |

## Situazione pre-gara

### Record
Prima di questa competizione, il record del mondo (RM) ed il record dei campionati (RC) erano i seguenti:
| Record                | Prestazione | Atleta                      | Data                                     | Competizione              |
| --------------------- | ----------- | --------------------------- | ---------------------------------------- | ------------------------- |
| Record mondiale       | 22,66 m     | Randy Barnes Stati Uniti    | 20 gennaio 1989 Los Angeles, Stati Uniti | -                         |
| Record dei campionati | 22,24 m     | Ulf Timmermann Germania Est | 7 marzo 1987 Indianapolis, Stati Uniti   | Campionati del mondo 1987 |

### Campioni in carica
I campioni in carica, a livello mondiale e continentale, erano:
| Campione | Atleta                         | Prestazione | Data                          | Competizione                     |
| -------- | ------------------------------ | ----------- | ----------------------------- | -------------------------------- |
| Mondiale | Christian Cantwell Stati Uniti | 21,77 m     | 8 marzo 2008 Valencia, Spagna | Campionati del mondo indoor 2008 |
| Europeo  | Tomasz Majewski Polonia        | 21,02 m     | 7 marzo 2009 Torino, Italia   | Campionati europei indoor 2009   |

### La stagione
Prima di questa gara, gli atleti con le migliori tre prestazioni dell'anno erano:
| Pos. | Atleta                         | Prestazione | Data                                                 |
| ---- | ------------------------------ | ----------- | ---------------------------------------------------- |
| 1    | Christian Cantwell Stati Uniti | 21,95 m     | 29 gennaio 2010 New York, Stati Uniti                |
| 2    | Andrėj Michnevič Bielorussia   | 21,81 m     | 12 febbraio 2010 Mahilëŭ, Bielorussia                |
| 3    | Ryan Whiting Stati Uniti       | 21,52 m     | 13 febbraio 2010 Fayetteville, Stati Uniti d'America |

Gli altri atleti che avevano superato i 21 metri in stagione erano: lo statunitense Reese Hoffa con 21,20 (non presente alla manifestazione), il bielorusso Pavel Lyžyn con 21,12 ed il tedesco Ralf Bartels con 21,02.

## Orari
| Date          | Time  | Round                    |
| ------------- | ----- | ------------------------ |
| 12 marzo 2010 | 9:20  | Qualificazioni, Gruppo A |
| 12 marzo 2010 | 10:30 | Qualificazioni, Gruppo B |
| 13 marzo 2010 | 16:20 | Finale                   |

### Qualificazioni
La misura di qualificazione diretta (Q) è stata fissata a 20,30 metri o almeno le migliori 8 prestazioni (q).
| Pos. | Gruppo | Atleta                       | Nazionalità    | 1ª prova | 2ª prova | 3ª prova | Misura  | Note                                     |
| ---- | ------ | ---------------------------- | -------------- | -------- | -------- | -------- | ------- | ---------------------------------------- |
| 1    | A      | Ralf Bartels                 | Germania       | 20,22 m  | 20,91 m  |          | 20,91 m | Q                                        |
| 2    | B      | Christian Cantwell           | Stati Uniti    | 20,72 m  |          |          | 20,72 m | Q                                        |
| 3    | B      | Scott Martin                 | Australia      | 19,51 m  | 20,21 m  | 20,61 m  | 20,61 m | Q                                        |
| 4    | A      | Dylan Armstrong              | Canada         | 20,08 m  | 20,50 m  |          | 20,50 m | Q                                        |
| 5    | B      | David Storl                  | Germania       | x        | 18,33 m  | 20,49 m  | 20,49 m | Q                                        |
| 6    | B      | Carl Myerscough              | Regno Unito    | 18,79 m  | x        | 20,44 m  | 20,44 m | Q                                        |
| 7    | B      | Pavel Lyžyn                  | Bielorussia    | 20,42 m  |          |          | 20,42 m | Q                                        |
| 8    | B      | Tomasz Majewski              | Polonia        | 20,27 m  | x        | 20,38 m  | 20,38 m | Q                                        |
| 9    | A      | Cory Martin                  | Stati Uniti    | 19,32 m  | x        | 20,23 m  | 20,23 m |                                          |
| 10   | B      | Asmir Kolašinac              | Serbia         | x        | 20,03 m  | 20,10 m  | 20,10 m |                                          |
| 11   | A      | Jan Marcell                  | Rep. Ceca      | x        | x        | 20,04 m  | 20,04 m |                                          |
| 12   | A      | Māris Urtāns                 | Lettonia       | 18,95 m  | x        | 19,97 m  | 19,97 m |                                          |
| 13   | A      | Maksim Sidorov               | Russia         | 18,10 m  | 19,88 m  | x        | 19,88 m |                                          |
| 14   | A      | Miroslav Vodovnik            | Slovenia       | 19,59 m  | x        | 19,82 m  | 19,82 m | Miglior prestazione personale stagionale |
| 15   | A      | Mihaíl Stamatóyiannis        | Grecia         | 19,07 m  | x        | 19,51 m  | 19,51 m |                                          |
| 16   | B      | Lajos Kürthy                 | Ungheria       | 19,43 m  | x        | 19,26 m  | 19,43 m |                                          |
| 17   | B      | Sultan Abdulmajeed Alhabashi | Arabia Saudita | 17,98 m  | 18,58 m  | 18,67 m  | 18,67 m |                                          |
| 18   | A      | Zhang Jun                    | Cina           | 18,51 m  | x        | x        | 18,51 m |                                          |
| 19   | B      | Yasser Ibrahim Farag         | Egitto         | 18,06 m  | x        | 17,75 m  | 18,06 m | Miglior prestazione personale stagionale |
|      | B      | Marco Fortes                 | Portogallo     | x        | x        | x        | NM      |                                          |
| dq   | A      | Andrėj Michnevič             | Bielorussia    | 20,34 m  |          |          | 20,34 m | Q                                        |

## Finale
La finale si è svolta a partire dalle 16:20 del 13 marzo 2010 ed è terminata dopo un'ora circa.
| Pos.    | Atleta             | Nazionalità | 1ª prova | 2ª prova | 3ª prova | 4ª prova | 5ª prova | 6ª prova | Misura  | Note                          |
| ------- | ------------------ | ----------- | -------- | -------- | -------- | -------- | -------- | -------- | ------- | ----------------------------- |
| Oro     | Christian Cantwell | Stati Uniti | 21,60 m  | x        | 21,07 m  | 21,13 m  | 21,14 m  | 21,83 m  | 21,83 m |                               |
| Argento | Ralf Bartels       | Germania    | 20,43 m  | 21,44 m  | 21,04 m  | 20,76 m  | 20,35 m  | 20,93 m  | 21,44 m | Miglior prestazione personale |
| Bronzo  | Dylan Armstrong    | Canada      | 21,12 m  | 20,62 m  | 20,92 m  | x        | 21,39 m  | x        | 21,39 m | Record nazionale              |
| 4       | Tomasz Majewski    | Polonia     | 21,20 m  | x        | 20,46 m  | x        | 20,84 m  | 20,98 m  | 21,20 m | Record nazionale              |
| 5       | Pavel Lyžyn        | Bielorussia | x        | 19,77 m  | 20,03 m  | 20,67 m  | x        | x        | 20,67 m |                               |
| 6       | David Storl        | Germania    | x        | x        | 20,20 m  | 19,97 m  | 20,40 m  | x        | 20,40 m |                               |
| 7       | Scott Martin       | Australia   | x        | x        | 19,36 m  | 19,76 m  | x        | x        | 19,76 m |                               |
| 8       | Carl Myerscough    | Regno Unito | x        | 18,50 m  | x        | 18,66 m  | x        | x        | 18,66 m |                               |
| dq      | Andrėj Michnevič   | Bielorussia | 20,81 m  | 21,20 m  | 21,49 m  | 21,10 m  | 21,68 m  | 21,45 m  | 21,68 m |                               |